# 刺激臭
刺激臭（しげきしゅう、英: pungent smell）とは、鼻を刺すようなにおいのことである。
刺激臭は、鼻腔内の三叉神経への刺激であり、通常の嗅覚刺激のように嗅細胞が刺激されることによって生起する臭気とは区別される。すなわち、感知の機構的には痛覚に近い。そのため、嗅覚が失われた嗅盲の人であっても三叉神経が正常であれば感じとることが可能である。

## 分子の特徴
一般に、似た構造の分子は似たにおいを持つという傾向がある程度見られるのに対し、刺激臭を持つ物質には構造上の類似はほとんど見られない。粘膜を傷つける性質の物質ならどんな物質であっても、鼻腔内で粘膜を傷つけるのに充分な濃度になれば三叉神経を刺激し、刺激臭を感じさせるからである。したがって、粘膜を侵すような性質の気体や、高濃度で曝露する機会が多い揮発性の液体などではその構造に関わらず、刺激臭を生起しうる。

## においの表現
刺激臭は、「鼻につんとくる(pungent)」、「ひりひりする(irritate)」、「刺すような(stinging)」、「痛い(painful)」といった言葉で形容される。

## 主な気体
- アンモニア
- 塩素
- 二酸化硫黄
- 二酸化窒素
- ハロゲン化水素